# アウトライダー (アルバム)
『アウトライダー』(Outrider)は、ジミー・ペイジが1988年に発表したスタジオ・アルバム。ソロ名義のアルバムとしては、映画『ロサンゼルス』（1982年公開）のサウンドトラック・アルバム以来となる。

## 背景
ソロ・シンガーとして活動していたジョン・マイルス、元コロシアム〜アトミック・ルースターのクリス・ファーロウ、それにレッド・ツェッペリン時代の盟友ロバート・プラントの3人がボーカルを担当した。また、ジョン・ボーナムの息子ジェイソン・ボーナムが、大部分の曲でドラムを担当している。1988年秋に行われたペイジのツアーには、本作に参加したミュージシャンのうちジョン・マイルス、ダーバン・ラヴェルデ、ジェイソン・ボーナムが参加した。
「ハミングバード」はレオン・ラッセルのカヴァーで、B.B.キングのヴァージョンが1970年にシングル・ヒットしたことでも知られる曲。

## 反響
全英アルバムチャートでは6週チャート・インし、最高27位に達した。アメリカのBillboard 200では26位に達し、1988年8月にはRIAAによってゴールドディスクに認定された。
イギリスのロック雑誌『ケラング!』による「アルバム・オブ・ザ・イヤー1988」では16位にランク・イン。

## 収録曲
3. 5. 7.はインストゥルメンタル。
1. ウェイスティング・マイ・タイム - "Wasting My Time" (Jimmy Page, John Miles) - 4:29
2. ウォナ・メイク・ラヴ - "Wanna Make Love" (J. Page, J. Miles) - 5:20
3. ライツ・オブ・ウィンター - "Writes of Winter" (J. Page) - 3:25
4. オンリー・ワン - "The Only One" (J. Page, Robert Plant) - 4:26
5. リキッド・マーキュリー - "Liquid Mercury" (J. Page) - 3:03
6. ハミングバード - "Hummingbird" (Leon Russell) - 5:22
7. エメラルド・アイズ - "Emerald Eyes" (J. Page) - 3:21
8. プリズン・ブルース - "Prison Blues" (J. Page, Chris Farlowe) - 7:08
9. ブルース・アンセム - "Blues Anthem (If I Cannot Have Your Love...)" (J. Page, C. Farlowe) - 3:23

## 参加ミュージシャン
- ジミー・ペイジ - エレクトリックギター、アコースティック・ギター、ギターシンセサイザー
- ジョン・マイルス - ボーカル(#1, #2)
- クリス・ファーロウ - ボーカル(#6, #8, #9)
- ロバート・プラント - ボーカル(#4)
- トニー・フランクリン - ベース(#1)
- ダーバン・ラヴァーデ - ベース(#2, #3, #6)
- フェリックス・クリシュ - ベース(#4, #5, #7, #8, #9)
- ジェイソン・ボーナム - ドラムス(#1, #2, #3, #4, #6, #8, #9)
- バリモア・バーロウ - ドラムス(#5, #7)